# Lowry (Minnesota)
Lowry es una ciudad ubicada en el condado de Pope en el estado estadounidense de Minnesota. En el Censo de 2010 tenía una población de 299 habitantes y una densidad poblacional de 312,01 personas por km².

## Geografía
Lowry se encuentra ubicada en las coordenadas 45°42′19″N 95°31′3″O / 45.70528, -95.51750. Según la Oficina del Censo de los Estados Unidos, Lowry tiene una superficie total de 0.96 km², de la cual 0.96 km² corresponden a tierra firme y (0%) 0 km² es agua.

## Demografía
Según el censo de 2010, había 299 personas residiendo en Lowry. La densidad de población era de 312,01 hab./km². De los 299 habitantes, Lowry estaba compuesto por el 97.99% blancos, el 0% eran afroamericanos, el 0% eran amerindios, el 0% eran asiáticos, el 0.33% eran isleños del Pacífico, el 0% eran de otras razas y el 1.67% pertenecían a dos o más razas. Del total de la población el 0.33% eran hispanos o latinos de cualquier raza.